# 海綿線寄居蟹
海綿線寄居蟹（学名：Nematopagurus spongioparticeps）为寄居蟹科線寄居蟹屬下的一个种。